# Trigonidiinae
Trigonidiinae is een onderfamilie van rechtvleugeligen uit de familie krekels (Gryllidae). De wetenschappelijke naam van de onderfamilie is voor het eerst geldig gepubliceerd in 1874 door Saussure. De onderfamilie bestaat uit drie stammen (triben). De leden van de onderfamilie komen wereldwijd voor.

## Geslachtenlijst
Hieronder volgt de onderverdeling van de onderfamilie Trigonidiinae:
- Phylloscyrtini Vickery 1976
  - Cranistus Stål, 1861
  - Phyllopalpus Uhler, 1864
  - Phylloscyrtus Guérin-Méneville, 1844
- Trigonidiini Saussure 1874
  - Amusurgus Brunner von Wattenwyl, 1893
  - Anacyrtoxipha Chopard, 1934
  - Anaxipha Saussure, 1874
  - Anaxiphomorpha Gorochov, 1987
  - Cyrtoxipha Brunner von Wattenwyl, 1873
  - Cyrtoxiphoides Chopard, 1951
  - Dolichoxipha Chopard, 1951
  - Estrellina Hebard, 1933
  - Falcicula Rehn, 1903
  - Hebardinella Chopard, 1932
  - Homoeoxipha Saussure, 1874
  - Hydropedeticus Miall & Gilson, 1902
  - Jarmilaxipha Otte & Peck, 1998
  - Laupala Otte, 1994
  - Lobeda Walker, 1869
  - Macroanaxipha Hebard, 1928
  - Metioche Stål, 1877
  - Metiochodes Chopard, 1932
  - Natula Gorochov, 1987
  - Paratrigonidium Brunner von Wattenwyl, 1893
  - Prolaupala Otte, 1994
  - Rhicnogryllus Chopard, 1925
  - Symphyloxiphus Rehn, 1906
  - Trigonidium Rambur, 1838
  - Zarceomorpha Gorochov, 1994
  - Zarceus Bolívar, 1895
  - Abanaxipha Vickery & Poinar, 1994
  - Grossoxipha Vickery & Poinar, 1994
  - Proanaxipha Vickery & Poinar, 1994
- Tribus: onbepaald
  - Anele Otte, Carvalho & Shaw, 2003
  - Fijixipha Otte & Cowper, 2007
  - Kadavuxipha Otte & Cowper, 2007
  - Levuxipha Otte & Cowper, 2007
  - Minutixipha Otte & Cowper, 2007
  - Myrmegryllus Fiebrig, 1907
  - Nanixipha Otte, Carvalho & Shaw, 2003
  - Nausorixipha Otte & Cowper, 2007
  - Savuxipha Otte & Cowper, 2007
  - Svistella Gorochov, 1987
  - Tavukixipha Otte & Cowper, 2007
  - Vanuaxipha Otte & Cowper, 2007
  - Veisarixipha Otte & Cowper, 2007
  - Vitixipha Otte & Cowper, 2007
  - Vudaxipha Otte & Cowper, 2007